# Podrute
Podrute is een plaats in de gemeente Novi Marof in de Kroatische provincie Varaždin. De plaats telt 497 inwoners (2001).